# Giro d’Italia 2021/6. Etappe
Die 6. Etappe des Giro d’Italia 2021 führte am 13. Mai 2021 über 160 Kilometer von Grotte di Frasassi (in der Nähe von Genga) nach San Giacomo in Ascoli Piceno.
Etappensieger wurde Gino Mäder (Bahrain Victorious) mit 12 Sekunden Vorsprung auf Egan Bernal (Ineos Grenadiers). Neuer Träger der Maglia Rosa wurde Attila Valter (Groupama-FDJ), der die Führung von Alessandro De Marchi (Israel Start-Up Nation) übernahm.
Mäder war der letzte verbliebene Ausreißer einer ursprünglich sechsköpfigen Spitzengruppe, die sich in der ersten Etappenhälfte gebildet hatte. Bernals Team Ineos Grenadiers organisierte die Verfolgung und sprengte 65 Kilometer vor dem Ziel das Peloton, wodurch der Gesamtführende De Marchi den Anschluss verlor und im Ziel als 136. 24:49 Minuten verlor. Während Mäder sich drei Kilometer vor der Bergankunft von seinen letzten Begleitern absetzte, attackierte Bernal die anderen Favoriten in Serie. Valter verlor als 12. lediglich 17 Sekunden auf die Topfavoriten und übernahm so die Gesamtführung.
Gene Bates, Sportlicher Leiter des Team BikeExchange, wurde disqualifiziert, nachdem er Pieter Serry (Deceuninck-Quick-Step) mit seinem Teamwagen umgefahren hatte; der Beifahrer erhielt eine Strafe von 2000 Schweizer Franken. Serry blieb unverletzt und konnte das Etappenziel erreichen. Manuel Belletti (Eolo-Kometa) stürzte etwa 90 Kilometer vor dem Ziel, er brach daraufhin das Rennen ab.
Aufgrund ihrer Sturzverletzungen, die sie sich im Etappenfinale des Vortags zugezogen hatten, konnten Pawel Siwakow (Ineos Grenadiers) und François Bidard (Ag2r Citroën) nicht starten. Auch Joe Dombrowski (UAE Team Emirates) – Sieger der 4. Etappe und Führender in der Bergwertung – musste aufgrund von Stürzen die Rundfahrt abbrechen. Aus demselben Grund hatte Mikel Landa (Bahrain Victorious) das Rennen am Vortag aufgeben.

## Ergebnis
| \| Etappenergebnis \| Etappenergebnis \| Etappenergebnis \| Etappenergebnis \| Etappenergebnis \| \| Fahrer \| Fahrer \| Land \| Team \| Zeit \| \| --------------- \| ---------------------- \| ---------------------- \| ---------------------- \| --------------- \| \| 1. \| Gino Mäder \| Schweiz \| Bahrain Victorious \| 4 h 17 min 52 s \| \| 2. \| Egan Bernal \| Kolumbien \| Ineos Grenadiers \| + 12 s \| \| 3. \| Daniel Martin \| Irland \| Israel Start-Up Nation \| + 12 s \| \| 4. \| Remco Evenepoel \| Belgien \| Deceuninck-Quick Step \| + 12 s \| \| 5. \| Giulio Ciccone \| Italien \| Trek-Segafredo \| + 14 s \| \| 6. \| Damiano Caruso \| Italien \| Bahrain Victorious \| + 25 s \| \| 7. \| Daniel Felipe Martínez \| Kolumbien \| Ineos Grenadiers \| + 25 s \| \| 8. \| Marc Soler \| Spanien \| Movistar Team \| + 27 s \| \| 9. \| Hugh Carthy \| Vereinigtes Königreich \| EF Education-Nippo \| + 29 s \| \| 10. \| Alexander Wlassow \| Russland \| Astana-Premier Tech \| + 29 s \| |                        |                        |                        |                 |
| |                        |                        |                        |                 |
| Quelle: ProCyclingStats |                        |                        |                        |                 |
| Etappenergebnis |                        |                        |                        |                 |
| Fahrer | Fahrer                 | Land                   | Team                   | Zeit            |
| 1. | Gino Mäder             | Schweiz                | Bahrain Victorious     | 4 h 17 min 52 s |
| 2. | Egan Bernal            | Kolumbien              | Ineos Grenadiers       | + 12 s          |
| 3. | Daniel Martin          | Irland                 | Israel Start-Up Nation | + 12 s          |
| 4. | Remco Evenepoel        | Belgien                | Deceuninck-Quick Step  | + 12 s          |
| 5. | Giulio Ciccone         | Italien                | Trek-Segafredo         | + 14 s          |
| 6. | Damiano Caruso         | Italien                | Bahrain Victorious     | + 25 s          |
| 7. | Daniel Felipe Martínez | Kolumbien              | Ineos Grenadiers       | + 25 s          |
| 8. | Marc Soler             | Spanien                | Movistar Team          | + 27 s          |
| 9. | Hugh Carthy            | Vereinigtes Königreich | EF Education-Nippo     | + 29 s          |
| 10. | Alexander Wlassow      | Russland               | Astana-Premier Tech    | + 29 s          |

## Gesamtstände
| \| Gesamtwertung \| Gesamtwertung \| Gesamtwertung \| Gesamtwertung \| Gesamtwertung \| \| Fahrer \| Fahrer \| Land \| Team \| Zeit \| \| ------------- \| ----------------- \| ---------------------- \| ---------------------- \| ---------------- \| \| 1. \| Attila Valter \| Ungarn \| Groupama-FDJ \| 22 h 17 min 06 s \| \| 2. \| Remco Evenepoel \| Belgien \| Deceuninck-Quick Step \| + 11 s \| \| 3. \| Egan Bernal \| Kolumbien \| Ineos Grenadiers \| + 16 s \| \| 4. \| Alexander Wlassow \| Russland \| Astana-Premier Tech \| + 24 s \| \| 5. \| Louis Vervaeke \| Belgien \| Alpecin-Fenix \| + 25 s \| \| 6. \| Hugh Carthy \| Vereinigtes Königreich \| EF Education-Nippo \| + 38 s \| \| 7. \| Damiano Caruso \| Italien \| Bahrain Victorious \| + 39 s \| \| 8. \| Giulio Ciccone \| Italien \| Trek-Segafredo \| + 41 s \| \| 9. \| Daniel Martin \| Irland \| Israel Start-Up Nation \| + 47 s \| \| 10. \| Simon Yates \| Vereinigtes Königreich \| BikeExchange \| + 49 s \| |                   |                        |                        |                  |
| |                   |                        |                        |                  |
| Quelle: ProCyclingStats |                   |                        |                        |                  |
| Gesamtwertung |                   |                        |                        |                  |
| Fahrer | Fahrer            | Land                   | Team                   | Zeit             |
| 1. | Attila Valter     | Ungarn                 | Groupama-FDJ           | 22 h 17 min 06 s |
| 2. | Remco Evenepoel   | Belgien                | Deceuninck-Quick Step  | + 11 s           |
| 3. | Egan Bernal       | Kolumbien              | Ineos Grenadiers       | + 16 s           |
| 4. | Alexander Wlassow | Russland               | Astana-Premier Tech    | + 24 s           |
| 5. | Louis Vervaeke    | Belgien                | Alpecin-Fenix          | + 25 s           |
| 6. | Hugh Carthy       | Vereinigtes Königreich | EF Education-Nippo     | + 38 s           |
| 7. | Damiano Caruso    | Italien                | Bahrain Victorious     | + 39 s           |
| 8. | Giulio Ciccone    | Italien                | Trek-Segafredo         | + 41 s           |
| 9. | Daniel Martin     | Irland                 | Israel Start-Up Nation | + 47 s           |
| 10. | Simon Yates       | Vereinigtes Königreich | BikeExchange           | + 49 s           |

| Punktewertung | Punktewertung      | Punktewertung | Punktewertung                      | Punktewertung |
| Fahrer        | Fahrer             | Land          | Team                               | Punkte        |
| ------------- | ------------------ | ------------- | ---------------------------------- | ------------- |
| 1.            | Giacomo Nizzolo    | Italien       | Qhubeka Assos                      | 72 P.         |
| 2.            | Elia Viviani       | Italien       | Cofidis                            | 68 P.         |
| 3.            | Tim Merlier        | Belgien       | Alpecin-Fenix                      | 58 P.         |
| 4.            | Caleb Ewan         | Australien    | Lotto-Soudal                       | 56 P.         |
| 5.            | Peter Sagan        | Slowakei      | Bora-Hansgrohe                     | 50 P.         |
| 6.            | Filippo Tagliani   | Italien       | Androni Giocattoli-Sidermec        | 39 P.         |
| 7.            | Davide Cimolai     | Italien       | Israel Start-Up Nation             | 31 P.         |
| 8.            | Fernando Gaviria   | Kolumbien     | UAE Team Emirates                  | 30 P.         |
| 9.            | Gino Mäder         | Schweiz       | Bahrain Victorious                 | 29 P.         |
| 10.           | Taco van der Hoorn | Niederlande   | Intermarché-Wanty-Gobert Matériaux | 28 P.         |

| Bergwertung | Bergwertung          | Bergwertung | Bergwertung                        | Bergwertung |
| Fahrer      | Fahrer               | Land        | Team                               | Punkte      |
| ----------- | -------------------- | ----------- | ---------------------------------- | ----------- |
| 1.          | Gino Mäder           | Schweiz     | Bahrain Victorious                 | 26 P.       |
| 2.          | Geoffrey Bouchard    | Frankreich  | AG2R Citroën Team                  | 18 P.       |
| 3.          | Vincenzo Albanese    | Italien     | Eolo-Kometa                        | 16 P.       |
| 4.          | Rein Taaramäe        | Estland     | Intermarché-Wanty-Gobert Matériaux | 13 P.       |
| 5.          | Matej Mohorič        | Slowenien   | Bahrain Victorious                 | 10 P.       |
| 6.          | Alessandro De Marchi | Italien     | Israel Start-Up Nation             | 10 P.       |
| 7.          | Francesco Gavazzi    | Italien     | Eolo-Kometa                        | 9 P.        |
| 8.          | Egan Bernal          | Kolumbien   | Ineos Grenadiers                   | 8 P.        |
| 9.          | Simone Ravanelli     | Italien     | Androni Giocattoli-Sidermec        | 8 P.        |
| 10.         | Simon Pellaud        | Schweiz     | Androni Giocattoli-Sidermec        | 6 P.        |

| Nachwuchswertung | Nachwuchswertung       | Nachwuchswertung | Nachwuchswertung      | Nachwuchswertung  |
| Fahrer           | Fahrer                 | Land             | Team                  | Zeit              |
| ---------------- | ---------------------- | ---------------- | --------------------- | ----------------- |
| 1.               | Attila Valter          | Ungarn           | Groupama-FDJ          | 22 h 17 min 06 s  |
| 2.               | Remco Evenepoel        | Belgien          | Deceuninck-Quick Step | + 11 s            |
| 3.               | Egan Bernal            | Kolumbien        | Ineos Grenadiers      | + 16 s            |
| 4.               | Alexander Wlassow      | Russland         | Astana-Premier Tech   | + 24 s            |
| 5.               | Daniel Felipe Martínez | Kolumbien        | Ineos Grenadiers      | + 1 min 06 s      |
| 6.               | Tobias Foss            | Norwegen         | Jumbo-Visma           | + 1 min 53 s      |
| 7.               | Gino Mäder             | Schweiz          | Bahrain Victorious    | + 2 min 17 s      |
| 8.               | Jai Hindley            | Australien       | Team DSM              | + 3 h 29 min 00 s |
| 9.               | Harold Tejada          | Kolumbien        | Astana-Premier Tech   | + 4 h 13 min 00 s |
| 10.              | João Almeida           | Portugal         | Deceuninck-Quick Step | + 4 h 49 min 00 s |

| Mannschaftswertung | Mannschaftswertung    | Mannschaftswertung     | Mannschaftswertung |
| Team               | Team                  | Land                   | Zeit               |
| ------------------ | --------------------- | ---------------------- | ------------------ |
| 1.                 | Bahrain Victorious    | Bahrain                | 66 h 53 min 22 s   |
| 2.                 | Ineos Grenadiers      | Vereinigtes Königreich | + 39 s             |
| 3.                 | Team BikeExchange     | Australien             | + 2 min 48 s       |
| 4.                 | Trek-Segafredo        | Vereinigte Staaten     | + 3 min 48 s       |
| 5.                 | EF Education-Nippo    | Vereinigte Staaten     | + 4 min 18 s       |
| 6.                 | Deceuninck-Quick Step | Belgien                | + 5 min 47 s       |
| 7.                 | Movistar Team         | Spanien                | + 11 min 58 s      |
| 8.                 | Team DSM              | Deutschland            | + 12 min 55 s      |
| 9.                 | Jumbo-Visma           | Niederlande            | + 18 min 39 s      |
| 10.                | Astana-Premier Tech   | Kasachstan             | + 21 min 25 s      |

## Ausgeschiedene Fahrer
- Pawel Siwakow (Ineos Grenadiers) nach Schulterverletzung nicht gestartet
- François Bidard (Ag2r Citroën) nach Schlüsselbeinbruch nicht gestartet
- Joe Dombrowski (UAE Team Emirates) nach Gehirnerschütterung nicht gestartet
- Manuel Belletti (Eolo-Kometa) nach Sturz aufgegeben[6]